# Macedonianizm
Macedonianizm – doktryna, szerząca się w IV wieku w Tracji, Bitynii i Hellesponcie. Jej wyznawców określano mianem macedonian. Twierdzili oni, że Duch Święty nie jest hypostazą Trójcy Świętej. Zwani są też, od ich duchowego przywódcy Maratoniusza z Nikomedii, maratonianami i pneumatomachami. Początek swój wzięła od Macedoniusza, biskupa Konstantynopola w latach 342-359, jej duchowymi przywódcami byli biskupi Maratoniusz z Nikomedii, Eustacjusz z Sebaste, Eleuzjusz z Kyzykos, Sabin i prezbiter Eutropiusz. Po próbach rekoncyliacji nauki zostały potępione przez Sobór konstantynopolitański I w 381, po czym cesarz Teodozjusz I Wielki wypędził macedonian z Konstantynopola, poddając ich następnie różnym represjom. Wskutek tego oraz w wyniku wewnętrznych podziałów, nauka zanikła w ciągu jednego pokolenia. 
Grupa ta twierdziła, że Duch Święty nie jest osobą boską, lecz istotą stworzoną przez Boga, tyle tylko, że doskonalszą od pozostałych - aniołem przewodzącym innym aniołom. Nauka ta właściwie stanowiła zastosowanie do Ducha Świętego ariańskiej nauki o Synu Bożym. Stąd Augustyn z Hippony podaje, że z powodu uznawania współistotności Ojca i Syna, a odrzucania boskiej natury Ducha Świętego niektórzy „nazywają ich semi-arianami, gdyż w tej kwestii po części są z nimi, a po części z nami”. Podaje też, że nauka macedonian o Duchu Świętym przez niektórych jest rozumiana tak, że nie jest On Bogiem lecz boskością Ojca i Syna, nie mając nic własnego”. 
Tomasz z Akwinu również traktuje naukę Macedoniusza jako pokrewną arianizmowi, wymieniając jego błąd zaraz po Ariuszu. Wskazuje, że nieuznanie boskości Ducha Świętego prowadzi do zaciemnienia prawdy o boskości Chrystusa: „Ponieważ Macedoniusz powiedział, że Duch Święty jest stworzeniem, odebrał Synowi władzę tchnienia (spirandi) Boskiej Osoby”.
Macedonianizm zwalczało pod koniec IV wieku wielu teologów, między innymi święty Bazyli z Cezarei i Grzegorz z Nazjanzu. Analogiczna grupa, zwana tropikami, rozwijała się w tym czasie w Egipcie. Polemizował z nimi Atanazy Wielki.